# David Richardson (scenárista)
David Richardson (24. prosince 1955 – 18. ledna 2021) byl americký televizní scenárista a producent, který psal mj. pro Simpsonovy (díl Homer miluje Flanderse), Malcolm v nesnázích, Dva a půl chlapa a R jako rodina. Téměř třicet let žil s rakovinou a zemřel na srdeční selhání počátkem roku 2021.

## Filmografie
Scenárista
- Zoobilee Zoo (3 díly, 1986)
- The Pat Sajak Show (2 díly, 1989)
- Grand (4 díly, 1990)
- StarStreet (1991)
- Empty Nest (7 dílů, 1991–1993)
- Phenom (2 díly, 1993)
- Simpsonovi (1 díl, 1994)
  - Homer miluje Flanderse (1994)
- The John Larroquette Show (1 díl, 1995)
- Local Heroes (2 díly, 1996)
- Soul Man (1 díl, 1997)
- Manhattan, AZ (2 díly, 2000)
- Malcolm v nesnázích (3 díly, 2000)
- What About Joan (2001)
- Ed (1 díl, 2002)
- Married to the Kellys (1 díl, 2003)
- Dva a půl chlapa (9 dílů, 2009–2011)
- R jako rodina (2 díly, 2015)

Producent
- Phenom (1993)
- Simpsonovi (11 dílů, 1993–1994)
- Malcolm v nesnázích (12 dílů, 2000)
- Manhattan, AZ (2000)
- Ed (5 dílů, 2002)
- Můj velký tlustý řecký život (2003)
- Married to the Kellys (4 díly, 2003)
- Peep Show (2008)
- Dva a půl chlapa (7 dílů, 2009–2010)

## Ocenění
- 1995 – Humanitas Prize ve 30minutové kategorii za pořad The John Larroquette Show[2]